# Emiliano Zapata kommun, Tlaxcala
Emiliano Zapata är en kommun i Mexiko.   Den ligger i delstaten Tlaxcala, i den sydöstra delen av landet, 130 km öster om huvudstaden Mexico City. Antalet invånare är 4 146. Arean är 50 kvadratkilometer.
Terrängen i Emiliano Zapata är kuperad.
Följande samhällen finns i Emiliano Zapata:
- Emiliano Zapata